# FLTK
 (septembre 2012).
Si vous disposez d'ouvrages ou d'articles de référence ou si vous connaissez des sites web de qualité traitant du thème abordé ici, merci de compléter l'article en donnant les références utiles à sa vérifiabilité et en les liant à la section « Notes et références ».
FLTK (abréviation de Fast Light Toolkit) est une bibliothèque logicielle libre écrite en C++. Sa principale fonction est d'aider à créer et gérer des interfaces graphiques (par exemple des boutons, cases à cocher, listes déroulantes...).

## Caractéristiques principales
- Elle est légère : la bibliothèque compilée dans sa version statique pèse 300 kio.
- Elle fonctionne sur plusieurs plates-formes, ainsi il est plus facile de porter une application sur des systèmes d'exploitation comme Linux, Windows ou Mac OS X.
- Elle est open source.
- Elle peut être utilisée dans une application commerciale, sans pour autant imposer de payer quoi que ce soit.
- Elle est orientée objet.
- Elle prend en charge OpenGL, une manière d'intégrer une vue 3D en utilisant l'accélération matérielle.

## Éditeur de fenêtres
L'éditeur graphique de fenêtres nommé Fluid, permet d'une façon intuitive de construire à la souris une nouvelle interface graphique en y plaçant les différents widgets. Ensuite il permet de générer le code source en C++ représentant cette interface. Le programmeur peut alors davantage se soucier du contenu de son programme que de la position de chaque bouton dans la fenêtre.

## Versions

### 1.0.x
Ceci est une ancienne version, elle n'est plus maintenue.

### 1.1.x
Ceci est une ancienne version stable, elle est toujours maintenue.

### branche 2.0
Ce fut une branche de développement, longtemps considérée comme la prochaine étape dans l'évolution de FLTK, avec de nombreuses nouvelles fonctionnalités et un style de programmation propre. Il n'a jamais atteint la stabilité et le développement a largement cessé.

### 1.2.x
Cette version a été une tentative de prendre les meilleures fonctionnalités de la 2.0 et de les fusionner avec la version 1.1, elle n'est plus maintenue.

### 1.3.x
C'est sur cette version que le développement de la prochaine édition majeure de FLTK est en train de prendre place. Il est un peu moins ambitieux que la 2.0, plus proche de la 1.1, mais toujours prêt à modifier les API pour ajouter de nouvelles fonctionnalités.

### branche 3.0
Cette branche est surtout un modèle conceptuel pour les futurs travaux.

## Quelques logiciels utilisant FLTK
- Dillo, un navigateur web
- Gmsh, un logiciel de maillage par éléments finis
- Jargon Informatique, un dictionnaire
- Tiny Core Linux (distribution Linux)